# Opium (parfum)
Pour les articles homonymes, voir Opium (homonymie).
Opium est un parfum féminin créé en 1977 par Yves Saint Laurent. Le flacon, en forme d'inrô, fait référence à la Chine.

## Création et lancement
Il s'agit d'un parfum floral composé de musc, de vanille, de patchouli de jasmin et d'ylang-ylang, inspiré du parfum Shalimar de Guerlain commercialisé en 1921. Yann André, directeur marketing international parfums chez Yves Saint Laurent Beauté, explique : « L'idée était de présenter une création multifacette, qui exprime aussi bien l’addiction que l'opulence. La fragrance s'ouvre ainsi sur le piquant du citrus et de la mandarine puis nous embarque vers des notes épicées (œillet, girofle) et florales (jasmin) pour finir sur un fond très oriental à base d'ambre, de patchouli et de mousse de chêne ». Le parfum est aussi novateur en raison de ses concentrations inhabituelles par rapport au marché, généralement à 6 % : 30 % dans l'extrait et 19 % dans l'eau de toilette.
Dans une décennie qui se tourne vers les cultures orientales, Yves Saint Laurent qui souhaite « créer un parfum pour l'impératrice de Chine » lance son quatrième parfum : Opium. Le parfumeur est Jean-Louis Sieuzac.
C'est en 1972 que la recherche olfactive d'Opium commence. Cinq ans plus tard, le couturier, au sommet de sa gloire mais malade, présente sa collection de haute couture Chinoises : et ce n'est qu'en octobre, en France tout d'abord, que le parfum est commercialisé.
Malgré la polémique qu'il crée du fait de son nom, Opium est un succès immédiat. Un mois avant Noël, la maison est même confrontée à une rupture de stock. 
L'année suivante, Opium traverse les frontières et constitue rapidement l'un des plus grands succès commerciaux de la marque. Plus de trois décennies après son lancement, le parfum reste parmi les meilleures ventes de parfums en France.

## Flacon
L'idée du flacon d'Opium sous forme d'inrô vient des ateliers Dinand placés à l'époque sous la direction artistique de Pierre Dinand, designer chez YSL. En effet celui-ci propose au couturier un flacon reprenant la forme de cet inrô, luxueux petit nécessaire à sceaux porté à la ceinture par les hommes dans le Japon ancien, et qui permettra plus tard de transporter des herbes médicinales et des boulettes d'opium. Yves Saint Laurent est conquis et le projet est retenu. Ainsi, c'est un croisement d'influences chinoise et japonaise qui donnera à ce flacon sa particularité, ainsi que sa matière, le nylon, imitant la peinture laquée. C'est la première fois qu'un matériau moderne comme le plastique sert de flacon pour un parfum de marque.
Dans les décennies suivant sa sortie, le parfum a donné lieu à diverses déclinaisons,,

## Toxicommunication
Dans les années 1970, le commerce de la parfumerie étant en plein essor, la communication autour d'un produit se devait d'être audacieuse. 
Yves Saint-Laurent lance alors la « toxicommunication » (destinée à promouvoir son nouveau parfum). Le parfum cultive ainsi l'image d'un produit addictif, dont les femmes ne pourront plus se passer. La signature du maître est des plus explicites : « Opium, pour celles qui s'adonnent à Yves Saint Laurent ».
Une campagne de publicité de 1986 vient alors renforcer cette conception : on y voit Linda Evangelista errer dans une ville asiatique, la suggérant à la recherche d'Opium. D'autres publicités montrent des femmes renversées dans une attitude ambiguë d'extase, comme Jerry Hall photographiée par Helmut Newton pour la toute première publicité en 1977 puis de nouveau quatre ans plus tard, ou Kate Moss en 1993 ainsi que dix ans après, suivie par Mélanie Thierry dans les années 2010.
Yves Saint-Laurent réussit son pari et son parfum devient rapidement un sujet de controverse, de la provocation innocente pour certains, à une « pollution intellectuelle » pour d'autres. Le concept de « toxicommunication » fait exploser les ventes du parfum.

## Opiumà l'étranger
Les autorités chinoises, comme celles d'Arabie Saoudite, ont retiré le parfum de la vente craignant que le message véhiculé par celui-ci n'incite à la consommation de drogue, faisant ainsi écho aux draconiennes interdictions de consommation d'opium du XIXe siècle. Ainsi depuis décembre 2000, le parfum initialement conçu pour une impératrice chinoise n'est plus en vente dans le pays.
Aux États-Unis, une enquête fédérale vérifiant que le parfum n'inciterait pas à la consommation de drogue est diligentée avant l'autorisation de commercialisation. Le slogan choisi est moins provoquant : « Opium, pour celles qui s'adonnent à Yves Saint-Laurent » (en France) devient « Opium, fort those to whom Saint-Laurent is a habit ». La fête de lancement a lieu, en septembre, en 1978, sur le port de South Street, à New York, là où débarquaient des décennies plus tôt les cargaisons d'opium.

## Postérité
Opium créé la mode des parfums fleuris orientaux, qui se développent dans les années 1980.
On compte parmi les marques influencées : 
- Cinnabar d'Estée Lauder (1978)
- KL de Karl Lagerfeld (1982)
- Coco de Chanel (1984)
- Obsession de Calvin Klein (1985)
- Poison de Dior (1985)
- Samsara de Guerlain (1989)
- Byzance de Rochas (1985)
- Gaultier de Jean Paul Gaultier (2001)
- Lyric d'Amouage (2008)